# Elefante nano

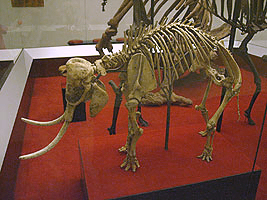
Scheletro di elefante nano di Creta

Gli elefanti nani sono membri preistorici dell'ordine Proboscidea, che, tramite il processo di speciazione allopatrica, sono andati evolvendosi riducendo la taglia rispetto alla specie da cui si sono originati.
Resti fossili di elefanti nani sono stati rinvenuti su varie isole del Mediterraneo: Cipro, Malta, Creta, Sicilia, Sardegna, Dodecaneso, Cicladi.
Al di fuori del Mediterraneo, resti di elefanti nani sono stati rinvenuti a Flores, Sulawesi, Timor ed altre piccole isole della Sonda. 

## Mediterraneo

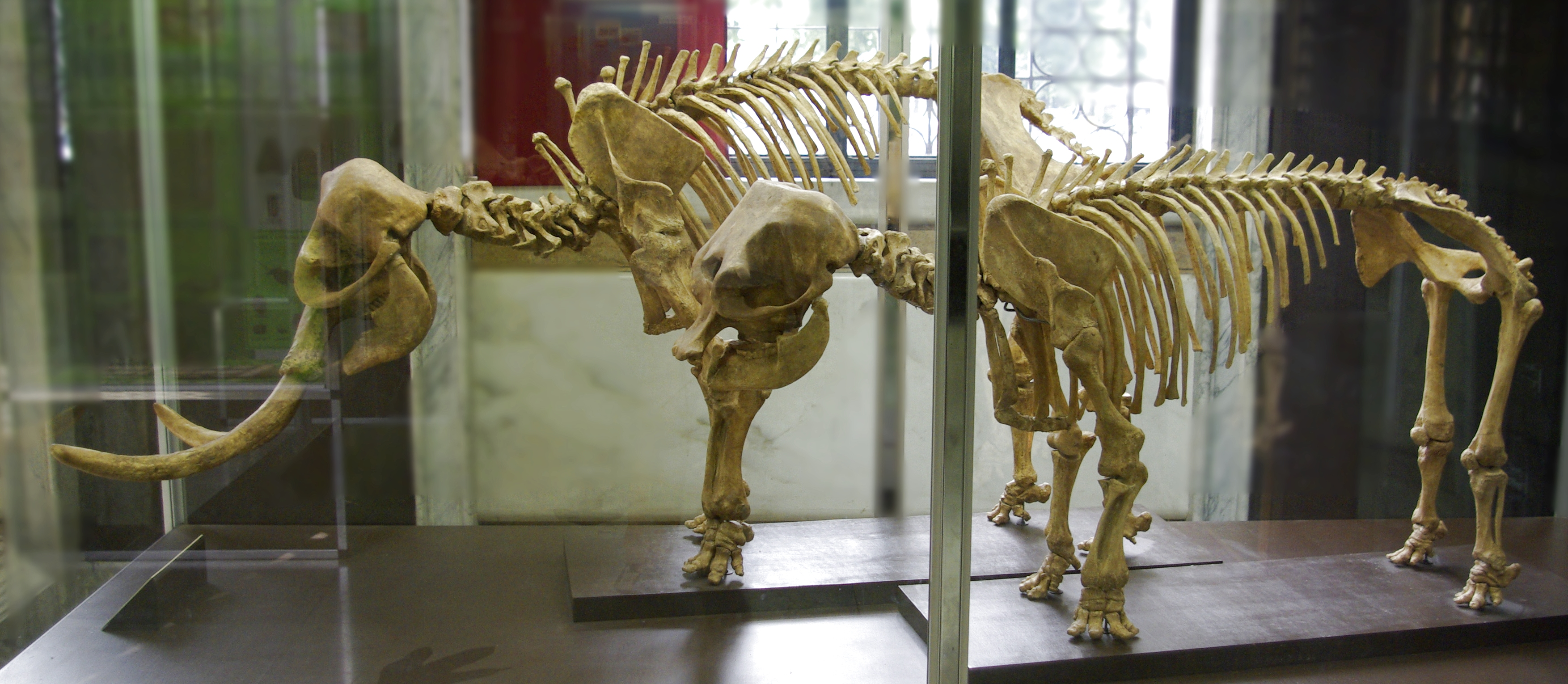
Coppia di scheletri di Elephas falconeri siciliani

Durante il Pleistocene, le isole del Mediterraneo ospitavano numerose specie di elefanti, generalmente ascritte al sottogenere Palaeoloxodon, derivate dalla specie continentale Elephas antiquus. Fa eccezione il mammut nano sardo (Mammuthus lamarmorae) che era l'unico elefante endemico del Mediterraneo appartenente alla famiglia dei mammut, anche se ricerche sul DNA hanno messo in luce una possibile appartenenza a questo gruppo anche per l'Elephas creticus; tali ricerche sono state smentite però nel 2007.
Durante i periodi di abbassamento del livello del mare, corrispondenti alle glaciazioni, le isole potevano agevolmente venire colonizzate nuovamente da elefanti provenienti dal continente, dando vita a sempre nuove specie (o sottospecie) anche sulla medesima isola. I vari elefanti nani differivano tassonomicamente anche da isola a isola, come ad esempio nell'arcipelago delle Cicladi.

### Sardegna
- Mammuthus lamarmorae (Major, 1883)
- Palaeoloxodon melitensis (Caria, 1965)

### Sicilia e Malta
- Palaeoloxodon antiquus leonardii (Aguirre, 1969)
- Palaeoloxodon mnaidriensis (Adams, 1874)
- Palaeoloxodon melitensis (Falconer, 1868)
- Palaeoloxodon falconeri (Busk, 1867)

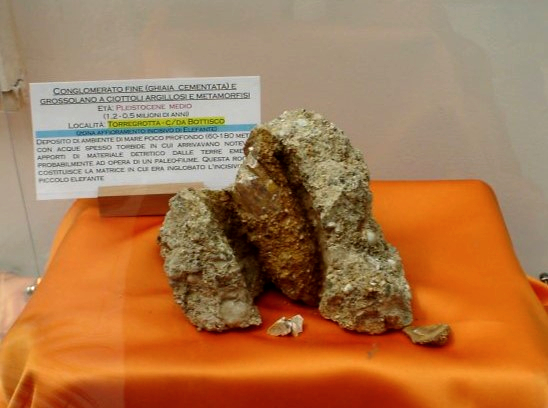
Frammento fossile di zanna di Palaeoloxodon falconeri ritrovato a Torregrotta nel 2001

### Creta
- Palaeoloxodon creticus (Bate, 1907)
- Palaeoloxodon creutzburgi (Kyuss, 1965)
- Palaeoloxodon chaniensis (Symeonides et al., 2001)

Oltre al tentativo di ascrivere Elephas creticus al genere Mammuthus (come già fatto nel 1907 da Bate), è stato proposto di considerare le tre specie come sottospecie di Palaeoloxodon antiquus, ma studi recenti hanno evidenziato l'infondatezza di tale proposta.

### Cipro
- Palaeoloxodon cypriotes (Bate, 1903)

### Cicladi
Resti fossili di elefanti nani sono stati scoperti sulle isole di Delo, Nasso, Citno, Serifo e Milo. L'elefante di Delo era simile ad un piccolo Palaeoloxodon antiquus, mentre l'elefante di Nasso aveva taglia comparabile a Palaeoloxodon melitensis. Le specie ritrovate sulle rimanenti isole non sono ancora state descritte scientificamente.

### Dodecaneso
A Rodi sono stati rinvenuti resti di un elefante nano molto simile a Palaeoloxodon mnaidriensis.

Due giacimenti di resti di elefante nano sono stati scoperti sull'isola di Tilos: sono molto simili come taglia a Palaeoloxodon mnaidriensis e Palaeoloxodon falconeri, ma entrambi i gruppi presentano dimorfismo sessuale.

Palaeoloxodon tiliensis (elefante di Tilos) fu probabilmente l'ultimo elefante nano del mediterraneo ad estinguersi, alla fine del Neolitico o anche poco dopo; recenti datazioni fanno propendere per il 2.000 a.C. circa.

## Altre isole

### Channel Islands, California
Il mammut columbiano, alla fine del Pleistocene, era presente nel suo areale in varie popolazioni sparpagliate: una di queste, attorno ai 40.000 anni fa (anche se il periodo preciso non è ben noto), raggiunse a nuoto l'isola di Santa Rosae (le attuali Northern Channel Islands).
Sull'isola, la necessità di sopravvivere costrinse i mammut a diminuire la propria taglia col tempo, dando vita ad una nuova specie, il mammut pigmeo.

### Isola di Wrangel
Durante l'ultima era glaciale, i mammut lanosi raggiunsero l'isola di Wrangel, allora unita alla Siberia dai ghiacciai.
12.000 anni fa, l'isola tornò tale, spingendo i mammut a ridurre le proprie dimensioni per sopravvivere con risorse più limitate, dando vita al mammut nano.
Tuttavia, molti studiosi sono d'accordo nel non considerare questi animali come specie a sé stante, ma piuttosto come sottospecie (o addirittura razza geografica) del mammut lanoso.

### Indonesia
- Flores: all'inizio del Pleistocene su quest'isola viveva la specie Stegodon sondaarii, che però si estinse improvvisamente circa 840.000 anni fa.

Il suo posto venne preso dallo Stegodon florensis, una specie di maggiori dimensioni e strettamente imparentata con Stegodon trigonocephalus, diffuso anche a Giava e nella regione biogeografica della Wallacea.
- Sulawesi: lo Stegodon sompoensis visse su quest'isola durante il Pleistocene. Misurava al massimo 1,5 m al garrese.